# Nacionalna palača (Meksiko)
Nacionalna palača (španjolski: Palacio Nacional) je sjedište meksičke vlade. Palača se nalazi na trgu Plaza de la Constitución u središtu Mexico Cityja.
Palača je izgrađena 1563. po nalogu kolonijalnih vlasti kao sjedište potkralja Vicekraljevstva Nove Španjolske. Prvi stanovnik Palače bio je vicekralj Luis de Velasco Stariji. Stradala je u požarima 1649. i 1692., a obnovljena je u sadašnjem obliku. U kasnom kolonijalnom razdoblju, palača je služila kao sud. Nakon proglašenja neovisnosti Meksika 1821., u palači je bilo sjedište izvršne, zakonodavne i sudske grane meksičke vlade. Godine 1867. postala je službena rezidencija predsjednika Meksika. Predsjednik Venustiano Carranza preselio se u Chapultepec 1917. godine.
U palači se nalaze ogromnim zidne slike - murali Diega Rivere, koje prikazuju epizode iz povijesti Meksika.